# Orinho
Edilsom Borba De Aquino, meglio noto come Orinho (San Paolo, 24 maggio 1995), è un calciatore brasiliano, difensore svincolato.

## Caratteristiche tecniche
È un terzino sinistro.

## Carriera
Ha esordito fra i professionisti il 17 settembre 2017 disputando con il Santos l'incontro di Série A perso 2-0 contro il Botafogo.
Il 12 febbraio 2019 ha debuttato invece in Coppa Sudamericana sempre con il Santos, in occasione dell'incontro pareggiato 0-0 contro il San Paolo.
Nella stagione 2024-2025 ha giocato 22 partite nella prima divisione russa con il Chimki.

## Palmarès

### Club

#### Competizioni statali
- Taça Rio: 1

Fluminense: 2020